# Далай-лама IV
Далай-лама IV (тиб. ཡོན་ཏན་རྒྱ་མཚོ; 15 лютого 1589– 21 січня 1617) — 4-й Далай-лама в 1589—1617 роках, тибетський релігійний і політичний діяч.

## Життєпис
Походив з гілки Хубілаїдів династії Чингізидів. Був правнуком Алтин-хана, володаря Туметського ханства. Син Цултрима Чоеджє, нойона племені чокурів, та Пхахен Нули. Народився 1589 року, отримавши ім'я Йонтен Г'яцо. Невдовзі відповідно до пророкувань державних оракулів Нечунга і Ламо Цангпи був визнаний Санген Рінченом, настоятелем монастиря Ганден, реінкарнацією Далай-лами III, що помер 1588 року.
Початкову буддійську освіту здобув удома — в Туметі, оскільки батьки не бажали розлучатися зі своїм сином. До Тибету перебрався у 1601 році, в супроводі батька, 1 тис. кіннотників та частини туметської знаті. Тут взяв чернечу обітницю. До 1603 року мандрував монастирями школи гелуг. За цим прибув до Лхаси, де офіційно інтронізований як Далай-лама IV. Втім його владу не визнала секта Каг'ю, прихильники якої — володарі держави Цанга — здійснили декілька спроб відвоювати Лхасу. 1608 року Далай-лама IV мусив тікати з Лхаси, яку зайняли загони Тенсунг Вангпо, володаря Цанга.
У 1614 році прийняв повне посвячення від Панчен-лами IV (Лобсанга Чог'яла), що був його вчителем з ламаїзму. Через деякий час став настоятелем монастирів Дрепунг і Сера. 
У 1615 році зумів повернутися до Дрепунга. Помер у січні 1617 року в монастирі Дрепунг за підозрілих обставин, можливо, був отруєний. Після його смерті школа Гелуг втратила владу в області Уй (Йо).